# 奧姆斯比 (明尼蘇達州)
奧姆斯比（英語：Ormsby）是一個位於美國明尼蘇達州馬丁縣及沃通旺縣的城市。

## 人口
根據2020年美國人口普查的數據，奧姆斯比的面積為0.92平方千米，皆為陸地。當地共有人口118人，而人口密度為每平方千米128人。